# James Brooks (polityk)
James Brooks (ur. 10 listopada 1810 w Portland, zm. 30 kwietnia 1873 w Waszyngtonie) – amerykański polityk, członek Partii Wigów, a później Partii Demokratycznej.

## Działalność polityczna
W okresie od 4 marca 1849 do 3 marca 1853 przez dwie kadencje był przedstawicielem 6. okręgu, od 4 marca 1863 do 7 kwietnia 1866 przez dwie kadencje (William E. Dodge zakwestionował wyniki wyborów z 1864 i wygrał) i ponownie od 4 marca 1867 do 3 marca 1873 przez trzy kadencje przedstawicielem 8. okręgu, a od 3 marca 1873 do śmierci 30 kwietnia 1873 ponownie przedstawicielem 6. okręgu wyborczego w stanie Nowy Jork w Izbie Reprezentantów Stanów Zjednoczonych.